# Ion Creangă
Ion Creangă (Humulești, 1 de març de 1837- Iași, 31 de desembre de 1889) va ser un escriptor i professor romanès, una de les tres figures centrals de la literatura de Romania al segle xix al costat de Mihai Eminescu i Ion Lucca Caragiale.

## Biografia
La seva vida és ben coneguda, atès que ell mateix l'ha explicat en notes autobiogràfiques i en els seus Records. Fou fill d'un camperol de Humulești (regió de Neamț), va estudiar amb el capellà del poble, després en un col·legi de Brosteni i en un altre de Târgu Neamţ, després en un «institut de catequistes» de Falticeni. Quan es volia fer capellà van clausurar els seminaris de la regió i va quedar com a diaca de l'església oriental. D'aquesta manera i amb dolor es va desprendre de la vida campestre, que tant enyorava, segons ell mateix ho testifica:
| « | Estimats m'eren el pare i la mare, els germans i les germanes i els nois de poble, els meus companys d'infància, amb els quals, a l'hivern, en els dies gèlids, gaudia sobre el gel i amb els trineus; a l'estiu, als dies assolellats de festes, cantant i xiulant recorríem els prats i les planes ombrívoles, les terres de camp de blat, el camp amb flors i les orgulloses muntanyes des de les quals l'alba em somreia a l'alterada edat de l'adolescència. De la mateixa manera, m'eren estimades les trobades al poble, les "hora" (ball popular romanès) i totes les festes. | » |

Després va seguir una carrera religiosa, ja que al segle xix, com per a la majoria dels europeus d'humil condició de llavors, era l'únic mitjà de tenir accés a la cultura. Del 1855 al 1859, Ion Creangă va ser seminarista i va cultivar una amistat amb Gheorghe Ienăchescu, futur col·laborador seu en el desenvolupament de llibres escolars. El 30 de juny de 1858 el seu pare va morir i va deixar la seva mare vídua amb set fills. Va ser per això que va haver de renunciar als estudis i obtenir un certificat per poder guanyar-se la vida amb l'ensenyament i exercir com a preceptor. El 23 d'agost de 1859 es va casar amb una noia de quinze anys, Ileanu Gregoriu, filla d'un ecònom de l'església. Això li va suposar una càrrega econòmica més elevada, que es va fer més pesada quan van començar a arribar els seus propis fills. Temps més tard s'acabaria divorciant.
Posteriorment, va reprendre no obstant això els estudis i va obtenir el títol de mestre, però de fet Creangă no es va veure mai lliure de la misèria i de la foscor. A més a més, va ser acusat de conductes impròpies i expulsat una vegada i una altra de la feina de cases eclesiàstiques per la jerarquia clerical. Va formar part de l'influent grup intel·lectual i polític Junimea ("Joventut") creat en Iaşi en 1863 per Titu Maiorescu, Petre P. Carp, Vasile Pogor, Theodor Rosetti i Iacob Negruzzi i de 1866 a 1872 va entrar en política, prenent part activa, com a orador sobretot, en la petita revolució del 3 d'abril de 1866, salvant fins i tot la vida del bisbe metropolità Calinic Miclescu.
Quan ensenyava en una escola privada en Iaşi va conèixer al poeta Mihai Eminescu, que treballava com a inspector d'educació, i es van fer amics. Eminescu el va introduir al món literari i va començar a publicar contes en la revista Convorbiri Literare. Anteriorment, ja havia elaborat alguns llibres de text escolars que havien tingut bastant èxit, en molts dels quals intercalava els seus contes. Els seus últims anys van ser amargs: a partir de 1880 va començar a patir atacs d'epilèpsia i va tenir un greu disgust quan el seu inseparable amic, el poeta Eminescu, va perdre la raó el 1883. Va arribar a la misèria total i va morir d'apoplexia el 31 de desembre de 1889.
A ulls de Léon Thoorens, la literatura va ser per a ell una necessitat interior, un mitjà per alliberar-se dels problemes que el turmentaven, no per augmentar el patrimoni cultural de la seva nació, com fins llavors era el corrent. Dues obres seves com ara Pare Nikifor l'astut o El vell Joan Roata releguen a l'oblit tota la producció anterior pel seu to de sincera autenticitat i per l'aire de necessitat interior que respiren. En la seva narrativa hi ha una galeria àmplia de retrats, encara que el personatge principal sol ser un camperol oprimit pel treball i la misèria i, amb molta freqüència, també per la injustícia, silenciós, però sorneguer. Normalment, aquest camperol no és presentat satíricament, sinó com un autèntic valor humà i social.
La contribució de Creangă a la literatura infantil i juvenil al seu país va ser cabdal. Va escriure nombrosos contes, alguns tan famosos com Ursul păcălit de vulpe ("L'os burlat per la guineu"), i molts contes de fades ("La història de Moro Blanco"; "La filla de la vella i la filla del vell"; "La història d'un gandul"; "Daniel Horqueta"; "La sogra i les seves tres nores"; "La neciesa humana"; "On està el meu saquet"; "Cinc pans"; "La història del porc"; "La cabra i el cavall"; "Els seus tres fills"...). Aquests relats són considerats com a obres mestres de la llengua romanesa i de l'humor, en l'estètica d'un realisme d'inspiració rural. I, eclesiàstic poc convencional, també va fer contribucions a la literatura eròtica ("La història de les històries", per exemple). Eugène Ionesco va advertir també el caràcter «essencialment romanès» de la seva obra, exempta d'influxos forans i estrangers.

## Obres
- Scrierile lui I. Creangă, I-II (Obres d'Ion Creangă), prefaci d'A. D. Xenopol, amb una biografia de Grigore Alexandrescu, pòstums, Iași, 1890-1892.
- Metoda nouă de scriere și cetire pentru uzul clasei I prevaleră (Nou mètode d'escriptura i lectura per a ús de classes de primer de primària), amb C. Grigoriu, G. Ienăchescu, N. Climescu, V. Răceanu, A. Simionescu; conté el conte Ursul păcălit de vulpe (L'os burlat per la guineu), 1867.
- Invătătorul copiilor, carte de cetire în clasele prevalgués de ambe sexe (El mestre de nens, llibre de lectura per a les classes de l'escola primària de tots dos sexes), amb C. Grigorescu i V. Răceanu, conté els contes Inul și căemșa (El lli i la camisa), Acul și baronul (L'agulla i el baró) i Poveste (Conte), 1871.
- Soacra cu trei nurori (La sogra amb tres joves), conte, 1875.
- Capra cu trei iezi (La cabra i els tres cabrits), conte, 1875.
- Povățuitoriu la cetire prin scriere după sistema fonetică (Guia de lectura per a l'escriptura segons el sistema fonètic), amb G. Ienăchescu, per petició de Titu Maiorescu, 1876.
- Punguța cu doi bani, conte, 1876.
- Danilă Prepeleac (Danilă Prepeleac), conte, 1876.
- Moș Nichifor Coțcariul (Pare Nikifor l'Astut), conte, 1877.
- Stan Pățitul (Stan l'escaldat), conte, 1877.
- Fata babei și fata moșului (La filla de la vella i la filla del vell), conte, 1877.
- Ivan Turbincă, conte, 1878.
- Povestea unui om leneș, conte, 1878.
- Geografia județului Iași (Geografia del departament de Iașì) amb G. Ienăchescu i V. Răceanu, 1879.
- Moș Ioan Roată și Unirea (El pare Ioan Roată i la unió), conte, 1880.
- Popa-Duhu, conte de fades, 1881.
- Moș Ioan Roată și Vodă Cuza (El pare Ioan Roată i el príncep Couza), conte, 1883.
- Cinci pâini (Cinc pans), conte, 1883.
- Amintiri din copilărie (Records d'infància), de 1881 a 1882 les primera, segona i tercera parts; la quarta, pòstuma, en 1892.
- Făt-Frumos, Fiul Iepei (El príncep encantador, fill de l'egua), conte inacabat pòstum, 1898.